# ما اینگ-جیو
ما اینگ-جیو یا ما یینگ جیو (به انگلیسی: Ma Ying-jeou) (زاده ۱۳ ژوئیه ۱۹۵۳) سیاستمدار اهل تایوان است که بین سال‌های ۲۰۰۸ تا ۲۰۱۶ میلادی رئیس جمهور این  کشور بود. او از سال ۲۰۰۸ میلادی، توانست به مدت دو دوره ۴ ساله این سمت را بر عهده بگیرد. وی خواهان ارتباط بهتر با چین است و مهم‌ترین دستاورد دوران ریاست جمهوری او در دوره نخست، امضای پیمان تجاری فراگیر در سال ۲۰۱۰ میلادی است.
ما اینگ جیو، با شرکت در انتخابات ریاست جمهوری سال ۲۰۱۲ تایوان با کسب ۵۱٫۶ درصد آرا از حزب کومینتانگ (ناسیونالیست‌ها)، توانست بار دیگر پیروز انتخابات شود. رقبای او در این دوره جیمز سونگ رئیس حزب مردم با کسب ۴۵٫۶ درصد آرا و خانم تسای اینگ ون از حزب مخالف دمکراتیک ترقیخواه بودند.
ما اینگ جیو جانشین چن شویی بیان رئیس جمهور سابق شد. چن در دوران تصدی پست ریاست جمهوری بین سال‌های ۲۰۰۰ تا ۲۰۰۸ مرتکب فساد شد و به ۲۰ سال زندان محکوم شد. وی یک بار در زندان اقدام به خودکشی کرد که با کمک محافظان جان سالم به در برد.
دولت چین از تداوم ریاست جمهوری ما اینگ جیو که تاحدودی با پکن همسو است و شعارهای جدایی طلبانه سر نمی‌دهد، حمایت می‌کرد.
آمریکا از متحدین اصلی تایوان است. بر اساس قانون روابط با تایوان که کنگره آمریکا در سال ۱۹۷۹ تصویب کرد، آمریکا ملزم است اگر تایوان مورد حمله قرار بگیرد، از این جزیره دفاع کند.